# Andrew White

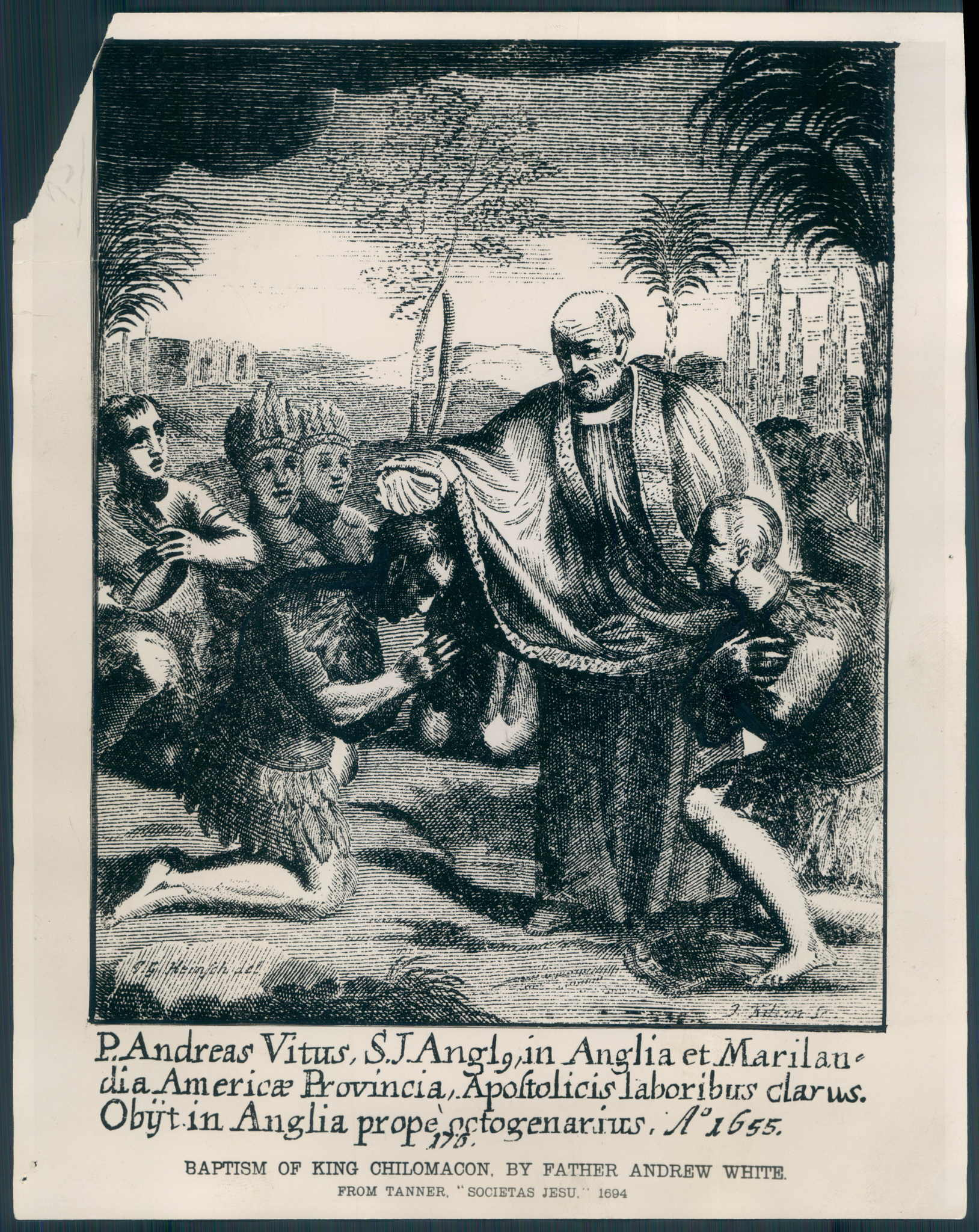
Andrew White tauft den Indianerhäuptling Chitomachon. Holzschnitt in Mathias Tanners Societas Jesu apostolorum imitatrix, Prag 1694

Andrew White (geboren vermutlich 1579 in London; gestorben vermutlich am 27. Dezember 1656 nach julianischem Kalender in Hampshire) war ein englischer Jesuit, der eine führende Rolle bei der Gründung der Kolonie Maryland spielte. Für die amerikanische Literatur- und Geschichtswissenschaft ist er als Chronist der ersten Jahre der Kolonie von Bedeutung, für die Kirchengeschichte für seine Bemühungen um die Indianermission. So wird er häufig mit dem Beinamen „Apostel von Maryland“ versehen.

## Leben

### Europa
Über seine frühen Jahre ist nur wenig bekannt. Wie viele englische Katholiken wurde er auf dem europäischen Festland ausgebildet. 1593 matrikulierte er an der Universität Douai, 1595 am englischen Priesterseminar St. Alban im spanischen Valladolid und später in Sevilla. Nach seiner Rückkehr nach Douai wurde er 1605 zum Priester geweiht. Er kehrte nach England zurück, wo er jedoch infolge der Verhaftungswelle nach dem Gunpowder Plot festgenommen und des Landes verwiesen wurde. Er kehrte auf das Festland zurück und trat am 1. Februar 1607 in Löwen den Jesuiten bei. Obwohl ihm bei einer unerlaubten Rückkehr die Todesstrafe drohte, begab er sich in den folgenden Jahren häufiger nach England, predigte und lehrte aber meist in Frankreich und den spanischen Niederlanden. In Löwen und Lüttich war er Seminarpräfekt und trat dort als dogmatischer Thomist hervor.
White war eng dem 1625 zum Katholizismus konvertierten George Calvert, 1. Baron Baltimore verbunden und wurde so zu einem Fürsprecher von dessen Bemühungen, ein königliches Patent für eine katholische Kolonie an der Küste der Chesapeake Bay zu erlangen. Von Mutio Vitelleschi, dem General der Jesuiten, wurde er in einem auf den 3. März 1629 datierten Brief in dem Vorhaben bekräftigt, in den Kolonien in Nordamerika für den rechten Glauben Sorge zu tragen. Calvert starb zwei Monate, bevor die königliche Charta für die Kolonie Maryland ausgefertigt wurde; das Projekt wurde in der Folge von seinen Söhnen und Cecil und Leonard Calvert vorangetrieben.
Um weitere Engländer zur Auswanderung zu bewegen, ließ White ein erstes Werbepamphlet drucken, in dem er die Vorzüge des zu besiedelnden Landstrichs pries und die Notwendigkeit ausdrückte, die Indianer zum Christentum zu bekehren. Die achtseitige Schrift, datiert auf den 10. Februar 1633, trug den Titel A Declaration of the Lord Baltimore’s Plantation in Mary-land; sie wurde offenbar von White geschrieben und von Cecil Calvert überarbeitet; 1832 wurde in Rom eine lateinische Version entdeckt, die White für den Jesuitengeneral angefertigt hatte (Declaratio Coloniae Domini Baronis de Baltamoro in Terra Mariae prope Virginiam.). In der Declaration erscheint Maryland als geradezu paradiesisches Land mit majestätischen Wäldern, fruchtbaren Böden und reichen Bodenschätzen; Biberpelze seien im Übermaß vorhanden, der Handel mit den Indianern bereits in voller Blüte. Die Schrift richtete sich vor allem an nachgeborene Adelige und wohlhabende Bürgerliche; jedem Auswanderer, der geeignete Ausrüstung und fünf arbeitsfähige Männer stellen konnte, versprach der Lord Baltimore 2000 Acres Land. Die Declaration schließt mit der Ankündigung, dass das Siedlerschiff Arke of Mary-land am 8. September 1632 in Portsmouth die Anker lichten würde.

### Maryland
Tatsächlich stach das Schiff mit White, einem weiteren Jesuiten und den ersten Siedlern erst am 22. November 1633 in See; am 25. März 1634 erreichte es die amerikanische Küste. Schon im Juli 1634 erschien in London Whites zweite Schrift: A Relation of the Sucessefull Beginnings of the Lord Baltimore’s Plantation in Maryland. Von dieser Schrift existieren neben der in London gedruckten zwei weitere Versionen; wiederum eine lateinische Fassung (Relatio Itineris in Marylandiam) für den Jesuitengeneral und die ursprüngliche Manuskriptfassung, die zum Abdruck nach England geschickt wurde. Einige Details der Manuskriptfassung wie etwa unerfreuliche Details über die beschwerliche Seereise gelangten nicht in die Druckfassung, da sie als Werbeschrift für die neue Kolonie konzipiert war.
Die Relation ist die wichtigste Quelle über die Anfänge der Kolonie Maryland. White schildert, wie die Siedler zunächst auf englische Kolonisten aus Virginia, dann auch Indianer vom Stamm der Paschattowayes (Piscataway) trafen. Sie errichteten zunächst ein befestigtes Lager auf der Insel St. Clement (heute Blackistone Island) und erkundeten in den folgenden Tagen die Umgebung. Schließlich kauften sie dem Häuptling der Yaocomico für eine nicht näher bezifferte Anzahl von Äxten, Beilen und Kleidern einen Landstrich am rechten Ufer des St. George’s River ab und gründeten dort die Stadt St. Mary’s City; die Yaocomico waren den Angaben nach froh, die Liegenschaft loszuwerden, da sie dort häufig Angriffen der Susquehanna ausgesetzt waren. Die Siedlung wurde befestigt und erste Felder angelegt und bestellt. Wiederum preist White die Vorzüge der amerikanischen Natur an, die er aber nun auch aus eigener Anschauung kennengelernt hatte. Auch sein Urteil über die Indianer fällt durchaus wohlwollend aus.

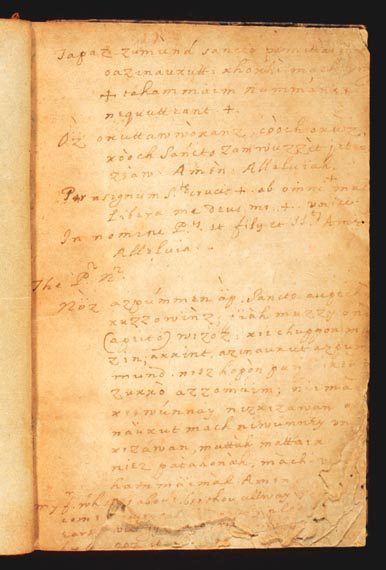
Gebete in der Sprache der Piscataway aus der Feder Andrew Whites, um 1635

Die nächste Schrift über die Anfänge der Kolonie erschien 1635 in London. Als Autor wird zwar Cecil Calvert, der Gouverneur und Eigentümer der Kolonie, angegeben, doch gilt es als sicher, dass der Großteil des Werks aus der Feder Whites stammt. A Relation of Maryland beginnt mit einem Bericht über die Gründung von St. Mary’s City, der in einigen Details über die erste Relation hinausgeht. In den nächsten drei Kapiteln findet sich wiederum eine katalogartige Auflistung der Naturschätze, die in Amerika ihrer Ausbeutung harren. Von besonderem Interesse ist das fünfte Kapitel Of the Naturall disposition of the Indians which inhabite the parts of Maryland where the English are seated, in dem White mit einem durchaus modern-anthropologisch anmutendem Blick die Sitten und Gebräuche der Indianer beschreibt. White lobt ihr ruhiges Gemüt, ihren Gerechtigkeitssinn und ihre Manieren, mahnt einen menschenwürdigen Umgang mit den Indianern an und merkt an, dass es den Christen gut zu Gesicht stünde, ihnen in so manchem nachzueifern. Auch gibt er einen kurzen Abriss über das, was er in der kurzen Zeit über die Religion der Indianer herauszufinden in der Lage war: sie beteten „einen Gott“ des Himmels an, aber auch Feuer und Mais, und glaubten an die Existenz eines bösen Geistes namens Ochre. Zudem hätten sie einen Mythos, demzufolge die Welt einst von einer großen Flut zerstört worden sei, um die Sünden der Menschheit zu bestrafen; es ist offensichtlich, dass White hierin Indizien für Faktizität der biblischen Sintflut sah. Das sechste und letzte Kapitel der Schrift, wohl von Cecil Calvert selbst verfasst, enthält eine Liste der bislang nach Maryland Ausgewanderten und die Vertragsbedingungen für mögliche Neuankömmlinge.
White hatte insgesamt neun „Diener“ (servants) mit sich nach Maryland genommen, bei denen es sich wohl um Schuldknechte handelte. Einer von ihnen, Mathias de Sousa, war ein Mulatte; mit dem Ablauf seines Vertrags im Jahr 1638 wurde er der erste freie Schwarze der Kolonie, deren Wirtschaft in der Folge auch und vor allem auf der Sklaverei basieren sollte. White half de Sousa bei der „Existenzgründung“ als freier Bürger etwa, indem er ihm ein Boot für Handelsreisen zu den Indianern lieh. Im März 1643 wurde de Sousa sogar zum Abgeordneten im Unterhaus der Kolonie gewählt.
White widmete sich derzeit intensiv der Bekehrung der verschiedenen Stämme der Chesapeake-Region zum Christentum und gründete Jesuitenmissionen in St. Mary’s, in Mattapany und auf Kent Island. Die Erfolge waren durchwachsen: so konnte er zwar den Häuptling der Patuxent zwischenzeitlich zur Konversion überreden, doch fiel dieser bald wieder vom Glauben ab. Von Dauer war hingegen die Bekehrung von Chitomachon (Kittamaquund), dem mächtigsten Häuptling der Region. White hatte ihn mit Aderlässen und englischen Arzneien von einer Krankheit heilen können, gegen die der Medizinmann des Stammes nichts hatte ausrichten können. Chitomachon wurde am 5. Juli 1640 – wohl eingedenk des englischen Königs – auf den christlichen Namen Charles getauft, seine Frau hieß fortan Mary, seine Tochter Ann; aus seinem wichtigster Ratgeber Mosocoques wurde unversehens ein John, aus dessen Sohn ein Robert. Die Taufe und eine Hochzeit nach katholischem Ritus wurden in Anwesenheit Cecil Calverts in einer feierlichen Zeremonie durchgeführt. 1642 taufte White auch den Häuptling des Potomac-Stammes.
White lernte auch die Sprache der Indianer. Laut dem Florus Anglo-Bavaricus erstellte White auch eine Grammatik, ein Wörterbuch und einen Katechismus in der Sprache der Piscataway. Diese Schriften wurden wohl mit der lateinischen Relatio 1832 in Rom entdeckt, sind aber heute verschollen. Möglicherweise gingen sie verloren, als die italienische Regierung 1873 die Archive der Jesuiten konfiszieren ließ. 1971 wurden einige handschriftliche Notizen auf den Blankseiten eines 1610 gedruckten Liturgiebuches White zugeschrieben. Es handelt sich um Übersetzungsskizzen von lateinischen und englischen Gebeten ins Piscataway. Sie stellen die einzigen zeitgenössischen Zeugnisse dieser heute ausgestorbenen Sprache dar.

### Rückkehr nach Europa
Mit dem Ausbruch des Englischen Bürgerkrieges gerieten auch die amerikanischen Kolonien in politische und militärische Wirren; puritanische und königstreue Milizen fochten in Virginia wie in Maryland einen Stellvertreterkrieg aus. Als eine von Richard Ingle angeführte Gruppe von Puritanern aus Virginia im Winter 1644/45 St. Mary’s City überfiel, wurde White festgenommen, in Ketten gelegt und nach England deportiert, wo er angeklagt wurde, das katholische Priesteramt in England auszuüben. Mit dem Argument, er sei nicht aus freien Stücken nach England gekommen, konnte er sich der Hinrichtung entziehen, wurde aber des Landes verwiesen. Derweil machte sich Leonard Calvert Whites Schreibkünste wiederum zu Nutze. Angesichts der lauter werdenden Forderungen seitens der Puritaner, die königliche Charter für Maryland zu widerrufen, veröffentlichte er 1646 eine Streitschrift zu seiner Verteidigung. Darin findet sich ein eloquentes Kapitel mit dem Titel Objections Answered touching Maryland, in dem die Argumente der Puritaner besprochen und entkräftet werden. Es wird angenommen, dass der Text aus Whites Feder stammt, allerdings bereits 1632 verfasst wurde, um seinerzeit die umstrittene Erteilung der Charter an den Lord Baltimore zu rechtfertigen.
White verbrachte die nächsten Jahre in Antwerpen, wo er offenbar einen großen spirituellen Einfluss auf die berühmte Karmeliterin Margaret Mostyn ausübte. Seine wiederholten Bitten an den Jesuitengeneral, ihn wieder nach Maryland zu entsenden, wurden abgewiesen. 1650 konnte er wieder nach England zurückkehren, wo er Kaplan einer Adelsfamilie in Hampshire wurde. Über Whites Todesort und -datum gibt es widersprüchliche Angaben; am wahrscheinlichsten gilt, dass er am 27. Dezember 1656 in Hampshire starb.

## Werke
- A Declaration of the Lord Baltimore’s Plantation in Mary-land, nigh upon Virginia: manifesting the Nature, Quality, Condition and rich Utilities it contayneth. London 1633. Faksimile hg. von Lawrence C. Wroth, Baltimore 1929.
  - Declaratio Coloniae Domini Baronis de Baltamoro in Terra Mariae prope Virginiam. qua ingenium, natura et conditio Regionis, et Multiplices Ejus Utilitates Ac Divitiae Describuntur. Erstdruck in Woodstock Letters 1, Bethesda 1872.
- A Relation of the Sucessefull Beginnings of the Lord Baltimore’s Plantation in Maryland. Being an extract of certaine Letters written from thence, by some of the Aduenturers, to their friends in England. To which is added, The Conditions of plantation propounded by his Lordship for the second voyage intended this present yeere, 1634. London 1634. Nicht vollständiger Nachdruck in John D.G. Shea: Early Southern Tracts 1, New York 1965. Die ursprüngliche Manuskriptversion (die so genannte Lechford-Version) erstmals gedruckt in The Calvert Papers, 3 Bände, Maryland Historical Society Fund Publications 28, 34–35, Baltimore 1899.
- A Relation of Maryland. London 1635.
- Barbara Lawatsch-Boomgaarden, Josef IJsewijn (Hrsg.): Voyage to Maryland (1633). Relatio itineris in Marilandiam. Original Latin Narrative of Andrew White, S.J. Bolchazy-Carducci, Wauconda 1995, ISBN 0-86516-280-8 (lateinischer Text und englische Übersetzung)
- Objections Answered Touching Maryland. In: A Moderate and Safe Expedient to Remove Jealousies and Feares, of Any Danger, or Prejudice to This State, by the Roman Catholicks of This Kingdome, and to Mitigate the Censure of Too Much Severity towards Them, with a Great Advantage of Honour and Profit to This State and Nation. London (?) 1646.

Whites Zeilen zur Sprache der Piscataway befinden sich in der Bibliothek der Georgetown University (MSA SC 2221-17-8). Sie sind unter http://www.msa.md.gov/msa/speccol/sc2200/sc2221/000017/000008/pdf/d005003a.pdf als PDF-Dokument abrufbar.